# Schorndorf (Schillingsfürst)
Schorndorf ist ein Gemeindeteil der Stadt Schillingsfürst im Landkreis Ansbach (Mittelfranken, Bayern). Schorndorf liegt in der Gemarkung Stilzendorf.

## Geografie
Das Dorf bildet mit Leipoldsberg im Süden eine geschlossene Siedlung. Es liegt auf einer Anhöhe, im Norden Kleiner First, im Südwesten Roßkopf genannt. Westlich des Ortes entspringt Erlbacher Mühlbach, ein rechter Zufluss der Altmühl.
Eine Gemeindeverbindungsstraße führt zur Staatsstraße 2246 bei Altengreuth (0,6 km nordöstlich) bzw. über die Ziegelhütte ebenfalls zur St 2246 (1,6 km westlich). Weitere Gemeindeverbindungsstraßen führen nach Leipoldsberg (0,1 km südlich) und zur Kreisstraße AN 34 (2 km östlich) zwischen Weihersmühle (0,5 km nördlich) und Hetzweiler (0,6 km südöstlich).

## Geschichte
Der Ort gehörte gemäß einer Auflistung von 1830 zu einem „die Brünst“ oder „die Brunst“ genannten, seit dem Mittelalter stellenweise gerodeten, umfangreichen Waldgebiet zwischen Leutershausen und Kloster Sulz mit dem Hauptort Brunst. Die Brünst war für ihre gute Rinderviehzucht bekannt; ihre 22 Dörfer galten als reich.
Laut 16-Punkte-Bericht des brandenburg-ansbachischen Amts Brunst aus dem Jahr 1608 bildete Schorndorf mit Altengreuth eine Realgemeinde. Für Schorndorf wurden 12 Mannschaften verzeichnet, die alle das hohenlohischen Amt Schillingsfürst als Grundherrn hatten. Das Hochgericht übte das Amt Brunst aus. Im 16-Punkte-Bericht des Amts Leutershausen aus dem Jahr 1681 sind für Schorndorf die Zahl der Mannschaften und die grundherrschaftlichen Verhältnisse unverändert. Das Hochgericht übte das Amt Leutershausen aus.
Gegen Ende des 18. Jahrhunderts gab es im Ort 16 Untertansfamilien, die alle das hohenlohische Amt Schillingsfürst als Grundherrn hatten.
Mit dem Gemeindeedikt (frühes 19. Jahrhundert) wurde Schorndorf mit der Ober- und Untermühle dem Steuerdistrikt und der Ruralgemeinde Stilzendorf zugeordnet. Am 1. Januar 1972 wurde Schorndorf im Zuge der Gebietsreform in Bayern in die Stadt Schillingsfürst eingegliedert.

### Baudenkmäler
- Haus Nr. 6: eingeschossiges Wohnstallhaus mit zweigeschossigem Zwerchhaus, Fachwerk, frühes 19. Jahrhundert[10]
- Haus Nr. 13: eingeschossiges Wohnhaus, Fachwerk, frühes 19. Jahrhundert[10]

### Einwohnerentwicklung
| Jahr      | 001818 | 001840 | 001861 | 001871 | 001885 | 001900 | 001925 | 001950 | 001961 | 001970 | 001987 |
| Einwohner | 103    | 91     | 83     | 88     | 109    | 95     | 89     | 102    | 85     | 87     | 86     |
| Häuser    | 17     | 20     |        |        | 21     | 21     | 20     | 18     | 18     |        | 23     |
| Quelle    | [ 12 ] | [ 13 ] | [ 14 ] | [ 15 ] | [ 16 ] | [ 17 ] | [ 18 ] | [ 19 ] | [ 20 ] | [ 21 ] | [ 1 ]  |

## Religion
Der Ort ist seit der Reformation evangelisch-lutherisch geprägt und bis heute nach St. Wenzeslaus (Weißenkirchberg) gepfarrt. Die Einwohner römisch-katholischer Konfession sind nach Kreuzerhöhung (Schillingsfürst) gepfarrt.